# Глисандо
Глиса̀ндо (на италиански: glissando, термин образуван от френския глагол glisser – плъзгам) особен начин на изпълнение – преходът между два тона леко се забавя, при което се проявява леко, изразително плъзгане на височината от единия тон към другия. Глисандото е много характерно при струнните инструменти, където естествено се явява при прехода от една позиция към друга (обикновено приплъзване на пръстите по струните). При арфата глисандото се прави с плъзгане по всички лежащи между два тона струни. При пианото — чрез плъзгане с обърната ръка, нокти или други похвати само по белите или само по черните клавиши. При цугтромбона глисандото става чрез забавяне движението на главния цуг при прехода на една позиция в друга, което придава на звучността особен ефект. При пеенето терминът на забавяне и плъзгане на гласа е портаменто.